# ポルシェ・パナメリカーナ
パナメリカーナ（Porsche Panamericana ）は、ポルシェが1989年第53回フランクフルト・ショーに出品したオープンボディのコンセプトカーである。

## 概要
デザイナーはハーム・ラガーイとウルリッヒ・ベッツ。964型911のカレラ4をベースとし、サイドウィンドウを残してルーフ全体が取り外せるようになっている。サンドイッチ構造プラスチックやカーボンファイバーやグラスファイバーのパネルを多用して軽量化を図っている。0-100km/hは5.8秒、最高速度は257km/h。
このモデルの反響が予想外に大きかったことが、911の次期モデルとなる993型の外観デザインに影響を与えた。

## 参照
1. ↑  https://intensive911.com/german-car-brand/porsche/81859/